# حقوق عمومی
حقوق عمومی عبارت است از تدابیر و تأملات حقوقی پیرامون چیستی و چرایی و چگونگی آیین‌های حکمرانی که شیوهٔ سازماندهی دولت و کارکرد آن و مقررات سازمان‌های دولتی و به طور کلی روابط میان فرمانبَران (مردم) و فرمان‌روایان (دولت) را تنظیم می‌کند. روابط دولت و سازمان‌های وابسته به آن و کارکنان آن‌ها با مردم در قلمرو این شاخه از حقوق می‌گنجند.
در یک تعریف تخصصی دیگر که به جایگاه اجتماعی علم حقوق و مباحث حقوق عمومی توجه بیشتری دارد، حقوق عمومی، دانش و فن تنظیم روابط کلان اجتماعی میان مردم و قدرت عمومی با بهره‌گیری از ابزارها و ضوابط حقوقی و با هدف تأمین نظم عمومی، عدالت و امنیت و آزادی است.
وظیفه حقوق عمومی به‌طور ویژه، تنظیم روابط میان فرمانبَران و فرمانروایان بوده و البته، تنظیم ساختار محمل قدرت سیاسی و تضمین حقوق فرمانبران تحت حکومت حکمرانان است. مهم‌ترین قواعد حقوق عمومی هر کشور در قانون اساسی بیان شده‌است. حقوق عمومی به عنوان یکی از دو شاخه مادر حقوق در برابر حقوق خصوصی قرار می‌گیرد. حقوق عمومی در ارتباط با دولت و حکومت و با مفاهیمی چون قدرت عمومی، منافع عمومی، خدمات عمومی و… مرتبط است ولی حقوق خصوصی مربوط به منافع و روابط اشخاص و گروه‌های خصوصی است. حقوق عمومی که خود زیر مجموعه حقوق است به چند شاخه تقسیم می‌شود: حقوق اساسی، حقوق اداری، حقوق مالی، حقوق کار، حقوق کیفری(جزا) و حقوق بشر. در دانشگاه‌های ایران، رشته تحصیلی حقوق عمومی در هر دو مقطع مقطع کارشناسی ارشد و دکتری تدریس می‌شود.

## اصول حقوق عمومی
حقوق عمومی ممکن است از کشوری به کشور دیگر متفاوت باشد. به طور سنتی اصول حقوق عمومی در مقابل اصل استقلال اراده و  تساوی طرفین در حقوق خصوصی به کار برده می شود.